# 1967-es magyar vívóbajnokság
Az 1967-es magyar vívóbajnokság a hatvankettedik magyar bajnokság volt. A férfi tőrbajnokságot május 14-én rendezték meg, a párbajtőrbajnokságot május 18-án, a kardbajnokságot május 19-én, a női tőrbajnokságot pedig május 15-én, mindet Budapesten, a Játékcsarnokban.

## Eredmények
| Versenyszám          | Arany                        | Arany | Ezüst                               | Ezüst | Bronz                                     | Bronz |
| -------------------- | ---------------------------- | ----- | ----------------------------------- | ----- | ----------------------------------------- | ----- |
| Férfi tőrvívás       | dr. Kamuti Jenő BVSC         |       | Fenyvesi Csaba BVSC                 |       | Gyarmati Béla Újpesti Dózsa               |       |
| Férfi párbajtőrvívás | Schmitt Pál Bp. Vörös Meteor |       | dr. Kausz István OSC                |       | Fenyvesi Csaba BVSC                       |       |
| Férfi kardvívás      | Pézsa Tibor Bp. Honvéd       |       | Meszéna Miklós Vasas SC             |       | Kovács Tamás Vasas SC                     |       |
| Női tőrvívás         | Gulácsy Mária Bp. Honvéd     |       | Újlakiné Rejtő Ildikó Újpesti Dózsa |       | Sákovicsné Dömölky Lídia Bp. Vörös Meteor |       |